# Athalie (film, 1910)
Pour l’article ayant un titre homophone, voir Athalie (homonymie).
Pour plus de détails, voir Fiche technique et Distribution.
Athalie est un court métrage muet français réalisé par Albert Capellani, sorti en 1910.
Il s'agit d'une adaptation de la pièce de théâtre de Jean Racine Athalie, tragédie en cinq actes et en vers à sujet biblique, créée le 5 janvier 1691.

## Synopsis
Athalie, veuve du roi de Juda, gouverne le pays et croit avoir éliminé tout le reste de la famille royale. Elle a abandonné la religion juive en faveur du culte de Baal. En fait, son petit-fils Joas a été sauvé par la femme du grand prêtre (voir le texte biblique dans Wikisource et la préface de Racine).

## Fiche technique
- Titre : Athalie
- Réalisation : Albert Capellani
- Scénario : Michel Carré, d'après la pièce de Jean Racine
- Photographie :
- Montage :
- Producteur :
- Société de production : Société cinématographique des auteurs et gens de lettres (S.C.A.G.L.),  Série d'Art Pathé frères (SAPF)
- Société de distribution :  Pathé Frères
- Pays d'origine :  France
- Langue : film muet avec les intertitres en français
- Métrage : 430 mètres dont 360 en couleurs
- Format : Noir et blanc et couleurs — 35 mm — 1,33:1 —  Muet
- Genre : Film dramatique, Film historique
- Durée : 14 minutes 20
- Dates de sortie :
  -  France : 7 octobre 1910
  -  États-Unis : 31 mars 1911

## Distribution
- Édouard de Max : le Grand Prêtre Joad
- Jeanne Delvair : Athalie, veuve de Joram, aïeule de Joas
- Jean Jacquinet
- Philippe Garnier
- Lola Noyr
- Lucy Fleury
- la petite Renée Pré : le petit Roi Joas
- René Hervil
- Georges Desmoulins
- Géo Flandre
- Martin Meunier
- Madeleine Fromet
- Maria Fromet
- Georges Paulais
- et une centaine de figurants